# Palazzo dell'Azione Cattolica

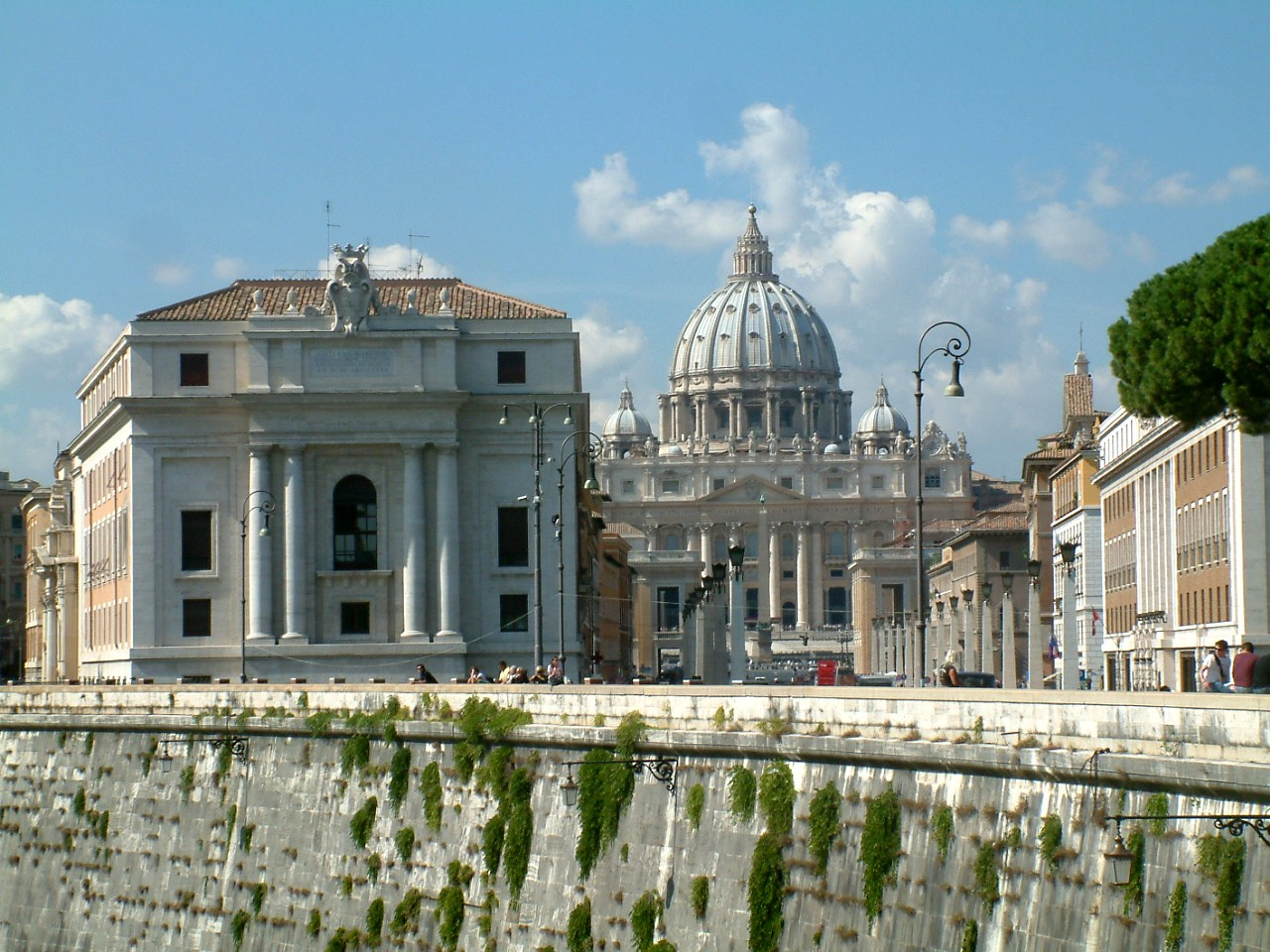
Vista de frente para a Piazza Pia com a Via della Conciliazione ao lado.

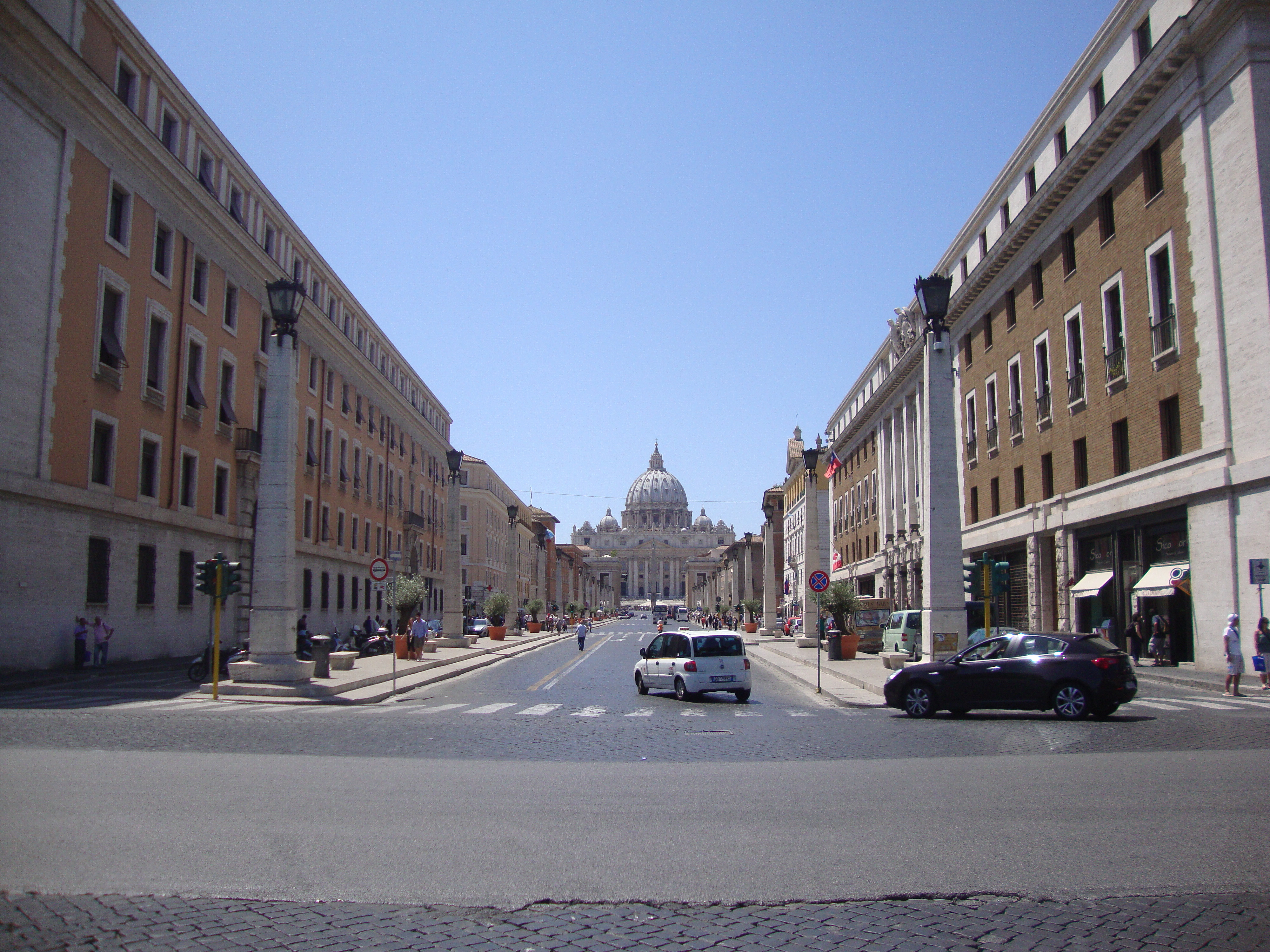
Início da Via della Conciliazione com o Palazzo dell'Azione Cattolica à direita e o Palazzo San Pio X à direita.

Palazzo dell'Azione Cattolica ou Palazzo Pio é um palácio modernista localizado no número 1 da Via della Conciliazione, no rione Borgo de Roma, bem em frente ao Palazzo San Pio X. Os dois edifícios flanqueiam o início da avenida que liga a Ponte Sant'Angelo à Praça de São Pedro, na Cidade do Vaticano.
O palácio foi construído no final da década de 1940 e abriga desde 1948 a sede da Azione Cattolica, a maior e mais antiga associação laica católica do mundo. Ele divide um quarteirão com a igreja de Santa Maria Annunziata in Borgo e está delimitado pela Via San Pio X, o Lungotevere Vaticano e a Piazza Pia.